# مطماطه

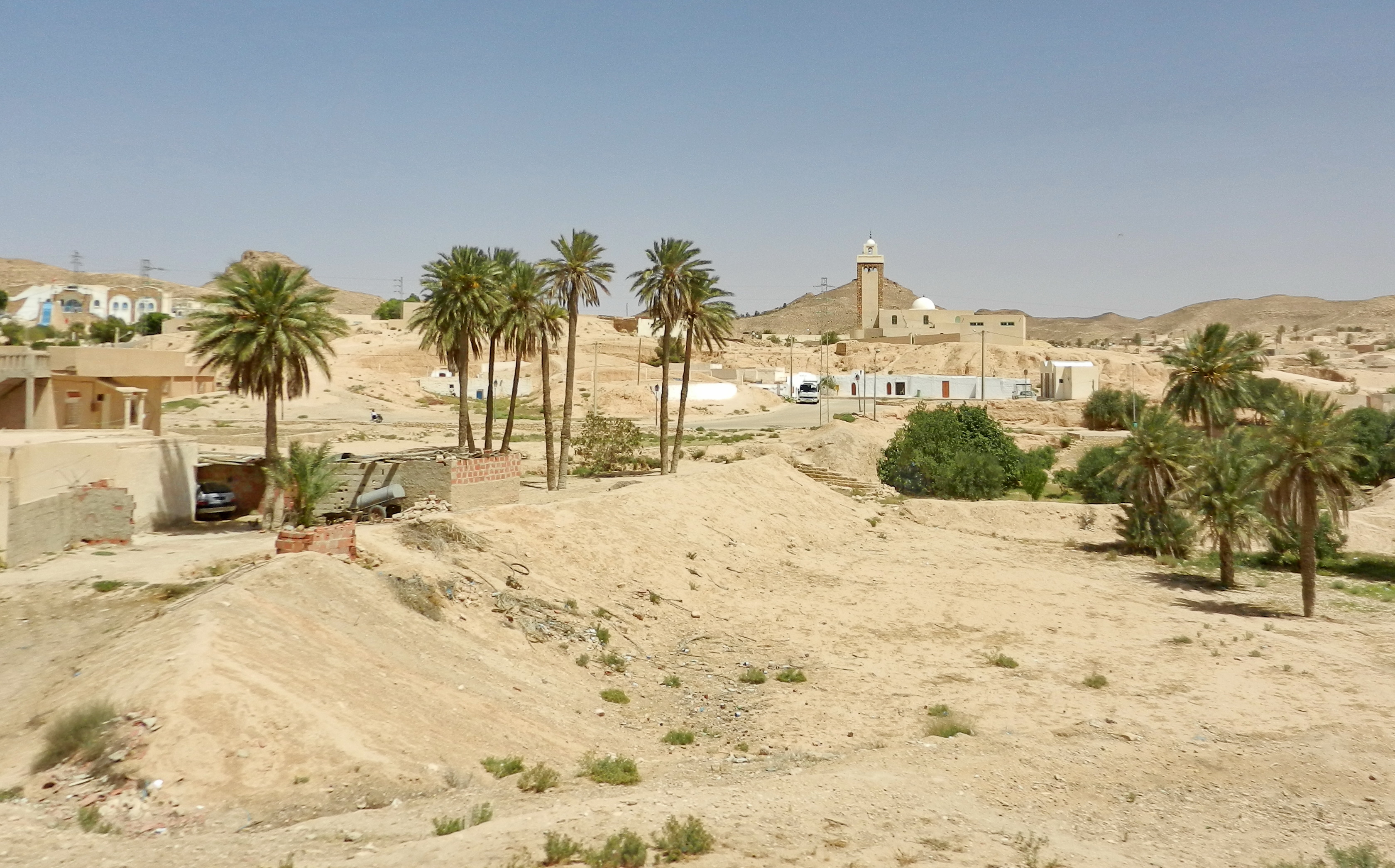
نمایی از شهر کوچک مطماطه در جنوب تونس - ۲۰۱۳

مطماطه (عربی: مطماطة) شهری کوچک با ساکنان بربر زبان در جنوب تونس است که جمعیت آن در سال ۲۰۰۴ بالغ بر ۲٬۱۱۶ بود.

## جغرافیا
این شهر حوالی ۴۵۰ کیلومتر از شهر تونس، ۴۳ کیلومتر از خلیج قابس و ۶۰ کیلومتر از شهر «مدنین» فاصله دارد. مطماطة در جنوب شرقی کشور تونس در ولایت قابس واقع شده‌است.